# 女性之赞号小巡洋舰 (1918年)
女性之赞号是德意志帝国海军于第一次世界大战期间建造的十艘科隆级小巡洋舰的七号舰，得名于1916年在日德兰海战中沉没的第二代女性之赞号。新舰于1915年在基尔的帝国船厂开始架设龙骨，并于1918年10月下水，成为最后一艘下水并取得命名的同级舰。然而，由于缺乏人员和物资，工程在计划完工前十三个月中止。至1919年11月17日，女性之赞号正式从海军名录中除籍，并在出售后于1921年拆解报废。